# Jaroslav Mareš (herec)
Jaroslav Mareš (24. dubna 1921 Husinec – 22. října 2003  Praha) byl český divadelní, filmový  a rozhlasový herec.

## Život
Narodil v jihočeském Husinci v rodině písmomalíře a lakýrníka. Otec se na přelomu dvacátých a třicátých let rozhodl odejít na nábor do francouzského Vernonu a později pracoval v Rouenu ve velkých loděnicích. Rodina se za ním za půl roku přistěhovala do Francie, matka zde však krátce po příjezdu zemřela na tuberkulozu. Jaroslav strávil rok v sirotčinci a v roce 1931 se s otcem vrátili zpět do Husince. Otec se znovu oženil, Jaroslav měl celkem dvě sestry.
Chvíli pak žili v Českém Brodě a později v Praze. Zde se Jaroslav vyučil strojním zámečníkem. Již před válkou hrál v dětském věku s pražskými strašnickými ochotníky divadlo a později vystupoval v souboru Aragon .
Po druhé světové válce se začal divadlu věnoval coby plný profesionál, nejprve působil ve Studiu 5. května  při činohře Divadla 5. května, od roku 1948  do roku 1951 v Divadle filmového studia (v roce 1949 přejmenovaného na Divadlo státního filmu), v obou těchto souborech často vystupoval na různých estrádách. Od roku 1952 do roku 1988, kdy odešel do důchodu, byl členem činoherního souboru Národního divadla v Praze.
Během svého působení v Národním divadle v Praze nastudoval role ve více než sto uváděných inscenacích. Na některých navíc spolupracoval i jako asistent režiséra a autor libreta. Naposledy se objevil na jevišti na Nové scéně v repríze inscenace Jegor Bulyčev a jiní od Maxima Gorkého v režii Františka Laurina dne 8. května 1988.
Zpočátku jeho kariéry se jednalo o poměrně vyhledávaného herce, způsoboval to patrně jeho chlapecký vzhled a vážné vystupování. Od konce čtyřicátých let až do šedesátých let 20. století vytvořil poměrně mnoho zajímavých i poměrně výrazných filmových rolí nejrůznějšího charakteru, v pozdější době se ale jednalo o drobnější vedlejší a epizodní role. Svoji první filmovou roli si zahrál ve filmu Nezbedný bakalář v roce 1946. Populárním se stal také díky své hlavní roli ve filmu Černý prapor z roku 1958 režiséra Vladimíra Čecha. Celkem v letech 1946 až 1989 vytvořil role ve více než 120 českých filmech a televizních seriálech.,,
Působil také v rozhlase, kde se jeho hlas objevil v řadě rozhlasových inscenací, např. Muži v offsidu od Karla Poláčka (1954).
Byl rovněž autorem libret tří celovečerních baletů skladatele Miloše Vacka (Komediantská pohádka aneb O dárci radosti, Vítr ve vlasech a Poslední pampeliška).
Po svém odchodu do důchodu v roce 1988 už v divadle nepůsobil, krátce se však ještě věnoval filmu a televizi. Zemřel po dlouhé nemoci 22. října 2003 v Praze.
Manželka Jaroslava Mareše zemřela v roce 2017. Jejich nejmladší dcera Veronika je manželkou herce ND Vladislava Beneše.

## Ocenění
- 1951 Státní cena (za roli ve filmu Zocelení)
- 1982 ocenění Zasloužilý člen ND
- 1994 cena Senior Prix udělená Nadací Život umělce

## Divadelní role, výběr
- 1950 Alois Jirásek: Jan Žižka, Hartneid z Lichtenštejna, Národní divadlo, režie Antonín Dvořák
- 1953 J. K. Tyl: Kutnohorští havíři, Havel, Tylovo divadlo, režie Jaroslav Průcha
- 1953 Jan Drda: Hrátky s čertem, Třetí čert, Národní divadlo, režie František Salzer
- 1954 Karel Čapek: Loupežník, Učitel, Kaprál, Franta, Tylovo divadlo, režie Alfréd Radok
- 1954 Alois Jirásek: Lucerna, Zajíček, Národní divadlo, režie Ladislav Boháč
- 1957 Karel Čapek: Bílá nemoc, Syn, Národní divadlo, režie František Salzer
- 1958 Jiří Mahen: Jánošík, Harala, Národní divadlo, režie František Salzer
- 1959 William Shakespeare: Hamlet, Bernardo, Národní divadlo, režie Jaromír Pleskot
- 1961 William Shakespeare: Král Lear, Lékař, Smetanovo divadlo, režie František Salzer
- 1963 William Shakespeare: Sen noci svatojánské, Pevný, Národní divadlo, režie Václav Špidla
- 1963 William Shakespeare: Romeo a Julie, Petr, Národní divadlo, režie Otomar Krejča
- 1965 Tennessee Williams: Tramvaj do stanice Touha, Mitch, Tylovo divadlo, režie Vítězslav Vejražka
- 1967 William Shakespeare: Antonius a Kleopatra, Prokulejus, Národní divadlo, režie Jaromír Pleskot
- 1969 Jean Anouilh: Tomáš Becket (Čest Boží), Cecil, Tylovo divadlo, režie Václav Hudeček
- 1970 Ladislav Stroupežnický: Naši furianti, Marek, Tylovo divadlo, režie Vítězslav Vejražka
- 1972 William Shakespeare: Othello, Tylovo divadlo, První senátor, režie Václav Hudeček
- 1974 Edmond Rostand: Cyrano z Bergeracu, Ligniere, Tylovo divadlo, režie Miroslav Macháček
- 1978 Robert Patrick: Kennedyho děti, Číšník, Laterna magika, režie Ivan Rajmont
- 1980 Alois Mrštík, Vilém Mrštík: Maryša, Hrdlička, Tylovo divadlo, režie Evžen Sokolovský
- 1985 Karel Čapek: Věc Makropulos, Lékař, Nová scéna, režie Václav Hudeček
- 1986 Thornton Wilder: Naše městečko, Howie Newsome, Nová scéna, režie Ladislav Vymětal
- 1987 Maxim Gorkij: Jegor Bulyčev a jiní, Mokrousov, Nová scéna, režie František Laurin

## Filmografie, výběr
- 1946 Nezbedný bakalář, mendík, režie Otakar Vávra
- 1947 Siréna, Klen, režie Karel Steklý
- 1947 Poslední mohykán, Jaroslav Kohout, režie Vladimír Slavínský
- 1949 Němá barikáda, Jarda Nedvěd, režie Otakar Vávra
- 1949 Pytlákova schovanka, novinář, režie Martin Frič
- 1950 Karhanova parta, Jarda Karhan, režie Zdeněk Hofbauer
- 1951 Zocelení, valcíř Jan Žíbek, režie Martin Frič
- 1952 Plavecký mariáš, automechanik František Srba, režie Václav Wasserman
- 1954 Nejlepší člověk, hodinář František Vích, režie Václav Wasserman a Ivo Novák
- 1954 Jan Hus, student Prokůpek, režie Otakar Vávra
- 1955 Jan Žižka, student Prokůpek, režie Otakar Vávra
- 1955 Anděl na horách, montér Mirek Anděl, režie Bořivoj Zeman
- 1957 Florenc 13:30, Vališ, režie Josef Mach
- 1958 Černý prapor, legionář Václav Malý, režie Vladimír Čech
- 1959 Muž, ktorý sa nevrátil, nadporučík Vlado Hronec, réžia: Peter Solan,
- 1963 Tři chlapi v chalupě, okresní tajemník Skřivánek, režie Josef Mach
- 1963 Až přijde kocour, vedoucí restaurace, režie Vojtěch Jasný
- 1963 Dařbuján a Pandrhola, mladší sladovník, režie Ludvík Ráža
- 1963 Ikarie XB1, Milek Wertbowski, režie Jindřich Polák
- 1964 Limonádový Joe aneb Koňská opera, silný kovboj, režie Oldřich Lipský
- 1966 Ukradená vzducholoď, otec komedianta, režie Karel Zeman
- 1967 Ta naše písnička česká, prodavač brousků, režie Zdeněk Podskalský
- 1969 Hříšní lidé města pražského (TV seriál), hostinský Evžen, režie Jiří Sequens
- 1970 „Pane, vy jste vdova“, generál Hartman, režie Václav Vorlíček
- 1970 Na kometě, kaprál Lafitte, režie Karel Zeman
- 1970 Na kolejích čeká vrah, bankovní úředník Vojtíř, režie Josef Mach
- 1971 Smrt černého krále, výčepní v Jedové chýši, režie Jiří Sequens
- 1972 Pan Tau a Claudie (epizoda z TV seriálu Pan Tau), pán z koncernu, režie Jindřich Polák
- 1975 Mědirytina (epizoda z TV seriálu 30 případů majora Zemana), režie Jiří Sequens
- 1976 Noc klavíristy, zedník Pokorný, režie Jindřich Polák
- 1979 Na pytlácké stezce, pracovník na pile, režie Václav Gajer
- 1980 Jak napálit advokáta, řidič, Zoulův kolega, režie Vladimír Čech
- 1980 Archa Noemova (epizoda z TV seriálu Dnes v jednom domě), režie František Filip
- 1980 Arabela (TV seriál), vedoucí hotelové kuchyně, režie Václav Vorlíček
- 1983 Zánik samoty Berhof, muž v hospodě, režie Jiří Svoboda
- 1982 Dlouhá bílá stopa (TV seriál), režie Petr Tuček
- 1983 Návštěvníci (TV seriál), pivař, režie Jindřich Polák
- 1984 Prodavač humoru, Vyhnálek, režie Jiří Krejčík
- 1986 Zlá krev (Epizoda 4 a 5 TV seriálu), režie František Filip
- 1986 Narkomani (epizoda z TV seriálu Malý pitaval z velkého města), režie Jaroslav Dudek
- 1987 Děvče od vody (epizoda z TV seriálu Panoptikum Města pražského), režie Antonín Moskalyk
- 1988 Dům pro dva, dělník Mrázek, zvaný Dědek, režie Miloš Zábranský
- 1989 Dobrodružství kriminalistiky (TV seriál), režie Antonín Moskalyk
- 1989 Vojtěch, řečený sirotek, Juz, režie Zdeněk Tyc
- 1990 Přísahám a slibuji (Epizoda 1, TV seriál), režie František Filip